# Molinodus suarezi
Molinodus suarezi è un mammifero condilartro ritrovato a Tiumpapa, Bolivia, risalente al Paleocene.
Quasi due terzi delle specie di mammiferi placentati di Tiumpapa appartiene alla famiglia Mioclaenidae, e Molinodus suarezi è forse la meglio conosciuta tra queste specie. Si conoscono mioclaenidi primariamente dal Nord America; la loro presenza in Sud America fornisce un importante collegamento tra i mammiferi di questi continenti. Si pensa che i mioclaenidi siano strettamente imparentati a due gruppi di ungulati nativi del Sud America: litopterni (un importante gruppo di ungulati) e didolodontidi (una famiglia di ungulati di dimensioni medie e grandi, frugivori, conosciuti solo da siti del Paleocene e Eocene). Per questo, è possibile che entrambi questi gruppi endemici del Sud America si evolsero da antenati che si dispersero dal Nord America. I mioclaenidi e molti altri mammiferi simili ad ungulati dei primi del Cenozoico sono stati a lungo definiti condilartri, ma questo termine non è più apprezzato perché i suoi membri non sembrano condividere caratteristiche derivate (evolutesi unicamente) non presenti in altri gruppi di mammiferi. Invece, diverse famiglie di condilartri condividono caratteristiche con altri tipi di ungulati e probabilmente rappresentano primitivi rami evolutivi di quei gruppi. Molinodus ha denti bunodonti con cuspidi basse e arrotondate indicando che avesse una dieta a base di frutta (frugivora). Sono stati identificati solo resti dentari di Molinodus, ma esistono ossa frammentarie di arti di una specie strettamente imparentata del Nord America.

## Informazioni base
Dimensioni: incerte. Lunghezza testa-corpo: probabilmente 8-12 in (18-30 cm). Massa: probabilmente 0,5-1 lb (250-500 g). Una parziale mascella inferiore destra di Molinodus suarezi misura 0,3 in (7,4 mm).
Caratteristiche ecologiche: terrestre, con arti adatti alla stabilità piuttosto che alla flessibilità. Frugivoro.
Relazioni evolutive: probabilmente imparentato coi litopterni e i didolodontidi (vedi testo).
Significato del nome: Molino si riferisce alla Formazione El Molino; i fossili di Tiumpapa erano originariamente creduti provenire da questi strati di roccia e perciò risalenti al Cretaceo; -odus significa "dente". L'epiteto specifico onora Mario Suàrez Riglos, un ricercatore boliviano coinvolto in investigazioni a Tiumpapa.